# Motorola 68030

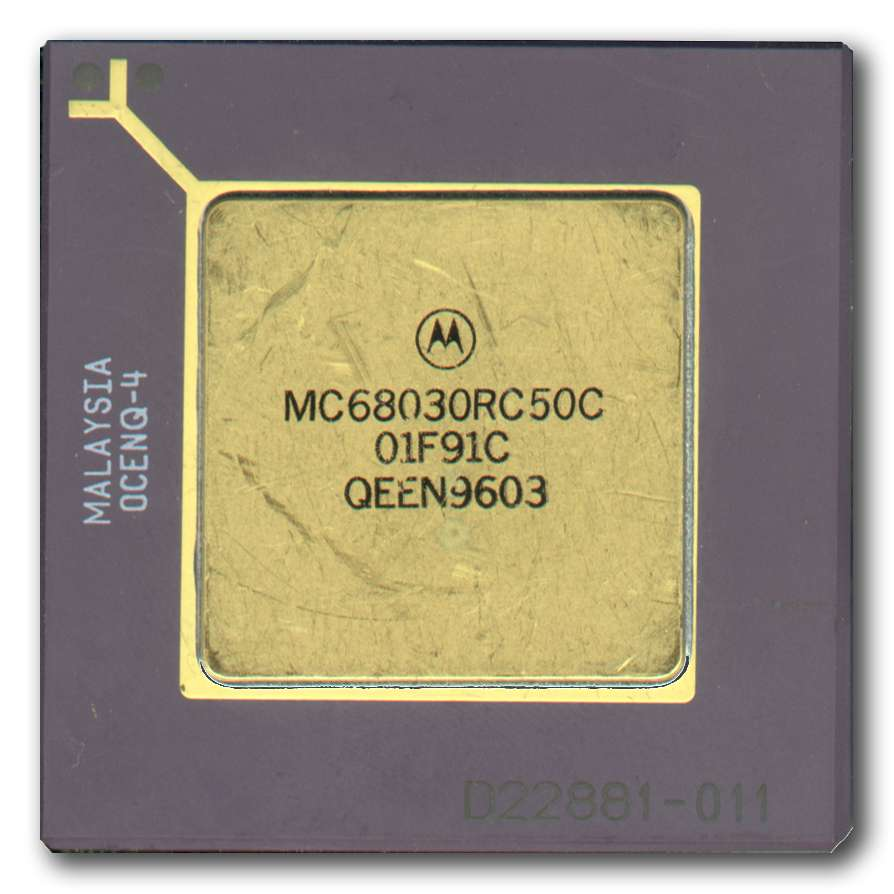
Motorola 68030 mikroprocesszor

A Motorola 68030 a Motorola egy 32 bites mikroprocesszora, a 68000-es processzorcsalád tagja. 1987-ben bocsátották ki, a második generációs Motorola 68020 utódjaként, és a Motorola 68040-es követte.

## Jellemzők

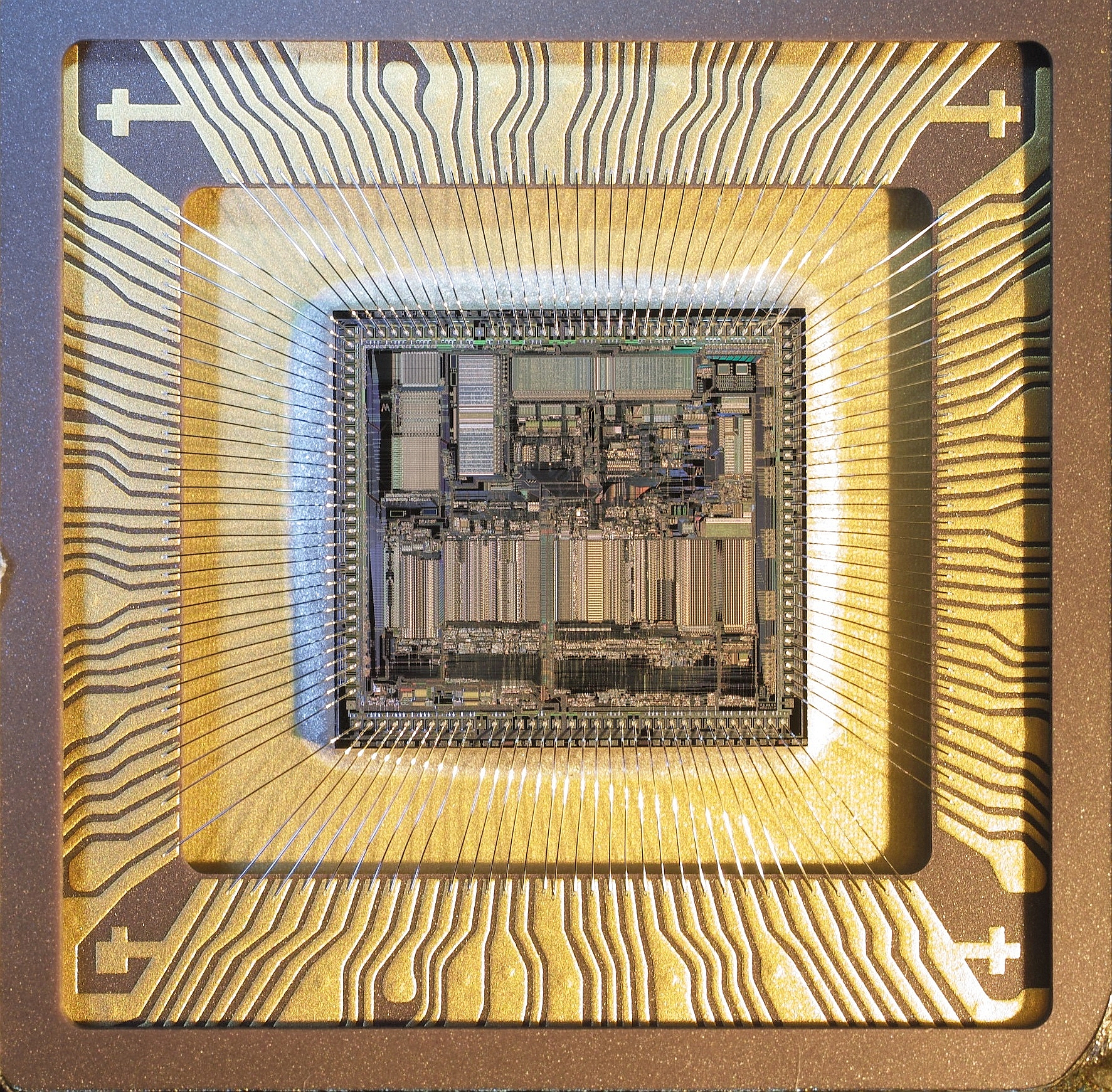
Lapkafotó: Motorola MC68030RC33B

A 68030 273 000 tranzisztort tartalmaz, és a lapkára integrált, egyenként 256 bájtos adat- és utasítás-gyorsítótárral rendelkezik (elődjének, a 68020-asnak csak egy 256 bájtos utasítás-gyorsítótára van). Ez a processzor egy lapkára integrált memóriavezérlővel (memory management unit) is rendelkezik, de nincs benne beépített lebegőpontos egység. A Motorola 68881-es és gyorsabb változata, a Motorola 68882-es lebegőpontos egységek használhatók a 68030-assal együtt. A csip egy olcsóbb változata is megjelent, ez volt a Motorola 68EC030, amelyből hiányzott az integrált memóriavezérlő (MMU). A processzorok 132 csatlakozós QFP és 128 csatlakozós PGA tokozásban kerültek forgalomba. A QFP tokozás gyengébb termikus jellemzői a 68030 QFP tokozású változatainak maximális órajelét 33 MHz-re korlátozták, de a PGA tokozású változatok 40 MHz és 50 MHz-es órajelen futottak. Kis példányszámban készült QFP tokozású EC típus is.
A 68030-as processzor mikroarchitektúrája belsőleg a Harvard-architektúrát követi, gyakorlatilag megegyezik a 68020-as maggal, néhány kisebb eltéréssel: ilyenek voltak a processzor kiegészítő 256 bájtos adat-gyorsítótára, a gyártási folyamat optikai kicsinyítése és a gyorsítótárak „adatlöket”-üzemmódja (burst mode), amely lehetővé teszi négy hosszúszó gyorsítótárba való olvasását a CPU közbeavatkozása nélkül. A Motorola a folyamat kicsinyítését arra használta, hogy több hardvert építsen a lapkára, ebben az esetben ezt a lehetőséget a MMU beépítésére fordította, amely átvette a külső 68851-es egység szerepét. A MMU beépítése költségcsökkenést eredményezett: a 68030-as olcsóbb volt, mint egy 68020-as egy külső MMU egységgel együtt, ráadásul a 68030-as memóriahozzáférési ideje egy ciklussal kevesebb, mint a 68020–68851 párosé. A 68030 emellett képes reset nélkül váltogatni a szinkron és aszinkron sínek között. A 68030-asból hiányzik néhány, a 68020-asban meglévő utasítás. Fogyasztása kb. 25%-kal kevesebb, teljesítménye kb. 5%-kal jobb elődjénél.
68020-as sín használatával a 68030 teljesítménye semmiben sem különbözött a megfelelő 68020 processzorétól. A 68030-nak azonban van egy kiegészítő szinkron sín-interfésze, amely kb. 33%-kal felgyorsíthatja a memóriahozzáférést egy ugyanolyan órajelű 68020-ashoz képest. A finomított gyártási folyamat lehetővé tette a cég számára az 50 MHz-re skálázott processzorok megjelentetését is – az 50 MHz-es modellek kizárólag PGA tokozásban jelentek meg. Az EC változat legmagasabb órajele 40 MHz maradt, a PLCC tokozású „harmincasok” szintén legfeljebb 40 MHz-es órajelen működhetnek.
A 68030-as processzorokat számos Apple Macintosh II és Commodore Amiga sorozatú személyi számítógépben használták, továbbá a NeXT Cube, Sun Microsystems Sun 3/80 asztali munkaállomás (a "sun3x" architektúra tagja, a korábbi "sun3"-as modelleket 68020-assal szerelték), később az Alpha Microsystems többfelhasználós rendszerei, és számos Atari ST vonalból származó gép, mint pl. az Atari TT és az Atari Falcon gépeket szerelték fel 68030-as központi egységgel. Előszeretettel alkalmazták még Unix munkaállomásokban, lézernyomtatókban, és a Nortel Networks DMS-100 telefonközpont irodai switch-ében is. Újabban a 68030-as magot a Freescale adaptálta mikrovezérlőibe, beágyazott alkalmazásokban való felhasználásra.

## Változatai
A 68030 olcsó változata a 68EC030 jelű modell, ez abban különbözik a teljes kialakítástól, hogy hiányzik belőle a csipre integrált memóriavezérlő egység (MMU).
A 68EC030 processzor az Amiga 4000-es gépek központi egysége volt, és néhány, az Commodore Amiga sorozat gépeihez készült CPU-gyorsító kártyában is ez szerepelt. A Cisco Systems 2500 Series középkategóriás routerében is ez a processzor található.

## Technikai adatok
| Órajel:       | 16, 20, 25, 33, 40, 50 MHz, kivéve: a 25 és 40 MHz-es MC68EC030 | [ 1 ] |
|               | Belső Harvard-architektúra                                      | [ 1 ] |
| Címsín:       | 32 bites                                                        | [ 2 ] |
| Adatsín:      | 32 bites                                                        | [ 2 ] |
| Gyorsítótár:  | integrált, 256 bites utasítás- és 256 bites adat-gyorsítótár    | [ 1 ] |
|               | Dinamikus sínméretezés                                          | [ 1 ] |
|               | Burst (adatlöket) memóriainterfész                              | [ 1 ] |
| Teljesítmény: | 18 MIPS, 50 MHz órajelen                                        | [ 1 ] |